# 満徳駅
満徳駅（マンドクえき、朝鮮語: 만덕역）は、朝鮮民主主義人民共和国咸鏡南道虚川郡満徳労働者区にある駅で、満徳線に属する。 

## 隣の駅
満徳線
釜洞駅 - 満徳駅